# NGC 4336
NGC 4336 je prečkasta spiralna galaktika u zviježđu Berenikinoj kosi.

## Vanjske poveznice
- (eng.) SEDS: NGC 4336
- (eng.) Revidirani Novi opći katalog
- (eng.) Izvangalaktička baza podataka NASA-e i IPAC-a
- (eng.) Astronomska baza podataka SIMBAD
- (eng.) VizieR